# Абрам (Техас)
Абрам (англ. Abram) — переписна місцевість (CDP) в США, в окрузі Ідальго штату Техас. Населення — 1108 осіб (2020).

## Географія
Абрам розташований за координатами 26°12′48″ пн. ш. 98°24′40″ зх. д. / 26.21333° пн. ш. 98.41111° зх. д. (26.213419, -98.410987).  За даними Бюро перепису населення США в 2010 році переписна місцевість мала площу 9,27 км², з яких 8,78 км² — суходіл та 0,49 км² — водойми.

## Демографія
Згідно з переписом 2010 року, у переписній місцевості мешкало 2067 осіб у 523 домогосподарствах у складі 448 родин. Густота населення становила 223 особи/км².  Було 563 помешкання (61/км²).
Расовий склад населення:
| - 99,3 % — білих - 0,1 % — чорних або афроамериканців |

До двох чи більше рас належало 0,1 %. Частка іспаномовних становила 99,3 % від усіх жителів.
За віковим діапазоном населення розподілялося таким чином: 34,2 % — особи молодші 18 років, 56,7 % — особи у віці 18—64 років, 9,1 % — особи у віці 65 років та старші. Медіана віку мешканця становила 28,3 року. На 100 осіб жіночої статі у переписній місцевості припадало 102,1 чоловіків;  на 100 жінок у віці від 18 років та старших — 98,7 чоловіків також старших 18 років.
Середній дохід на одне домашнє господарство  становив 31 384 долари США (медіана — 22 379), а середній дохід на одну сім'ю — 34 599 доларів (медіана — 24 181). Медіана доходів становила 32 218 доларів для чоловіків та 18 381 долар для жінок. За межею бідності перебувало 44,7 % осіб, у тому числі 59,1 % дітей у віці до 18 років та 69,0 % осіб у віці 65 років та старших.
Цивільне працевлаштоване населення становило 520 осіб. Основні галузі зайнятості: освіта, охорона здоров'я та соціальна допомога — 33,1 %, мистецтво, розваги та відпочинок — 13,7 %, сільське господарство, лісництво, риболовля — 11,2 %.